# (6605) Carmontelle
(6605) Carmontelle est un astéroïde de la ceinture principale.

## Description
(6605) Carmontelle est un astéroïde de la ceinture principale. Il fut découvert le 22 septembre 1990 à La Silla par Eric Walter Elst. Il présente une orbite caractérisée par un demi-grand axe de 2,89 UA, une excentricité de 0,08 et une inclinaison de 3,2° par rapport à l'écliptique.

## Compléments